# Simon Maupin
Pour les articles homonymes, voir Maupin.
Simon Maupin est un architecte français né à Longueau en 1598 et mort le 10 octobre 1668 à Lyon.

## Biographie
Vers 1623, sa présence est officiellement constatée à Lyon. D'abord "peintre et architecte du Roi", il est ensuite nommé voyer de la ville de Lyon en 1637.  En 1625, le Consulat de la ville de Lyon demande à Simon Maupin un Plan de Lyon, dont un exemplaire est conservé au musée d'histoire de Lyon (musées Gadagne, inv. 60.6.1). 
Sa notoriété est grande quand il dresse les plans de l'Hôtel de ville de Lyon construit entre 1646 et 1651. On prétend[Qui ?] qu'il ne fut que l'exécutant d'un projet conçu par Girard Desargues. Mais il semble qu'il ait pris ses ordres auprès du conseil consulaire. Il aurait demandé conseil à Girard Desargues, dont l'implication serait moindre.
En 1654, il dresse les plans de travaux à effectuer pour rétablir l'ancienne digue construite le long de la rive gauche du Rhône, du côté du Parc de la tête d'or. En 1659, il est nommé intendant des digues et travaux faits sur le Rhône.
En 1659 paraît son plan de Lyon intitulé Description au naturel de la ville de Lyon et païsages alentour d'icelle.
En 1661, pour une raison inconnue, il démissionne de son poste de voyer et meurt en 1668 à Lyon.
Un portrait en pied a été réalisé par le sculpteur Guillaume Bonnet en 1858.

## Œuvres

Hôtel de ville de Lyon par Simon Maupin (1647)
Hôtel de ville de Lyon par Simon Maupin (vers 1646)
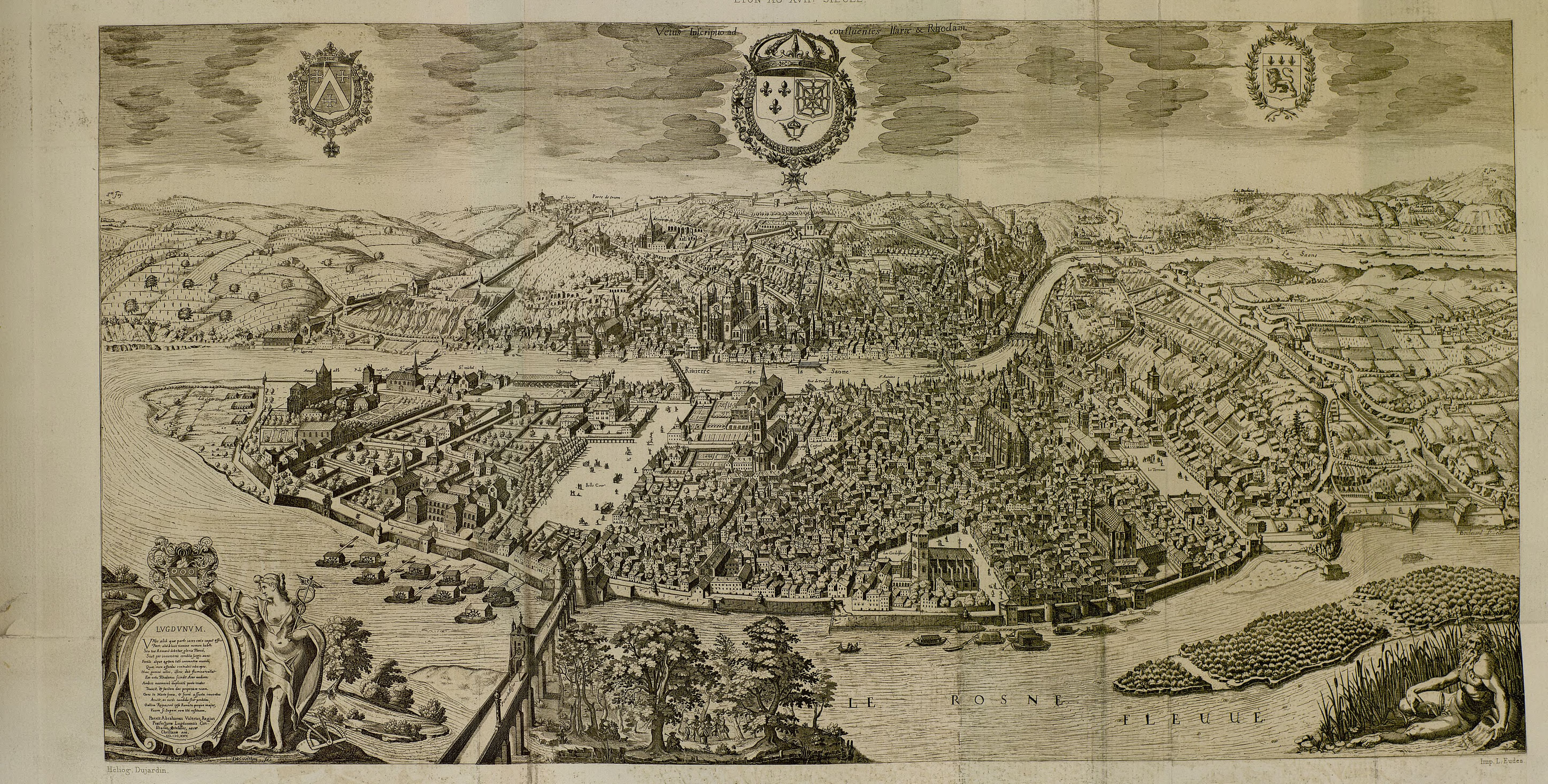
Plan de Lyon par Simon Maupin (1625)
Plan de Lyon par Maupin, 3e édition (1714)